# Жозеп Пінтат-Соланс
Жозеп Пінтат-Соланс (21 січня 1925 — 20 жовтня 2007) — 2 прем'єр-міністр Андорри. Його було обрано на пост глави уряду Генеральними зборами Андорри, й він вступив у посаду 21 травня 1984 року; Пінтат-Соланс був переобраний у січні 1986 році, набравши 27 з 28 голосів, очолював уряд до 12 січня 1990 року. Помер 20 жовтня 2007 року після тривалої хвороби.